# Episodi di Lovecraft Country - La terra dei demoni
La prima e unica stagione della serie televisiva Lovecraft Country - La terra dei demoni (Lovecraft Country), composta da dieci episodi, è stata trasmessa sul canale statunitense via cavo HBO dal 16 agosto al 18 ottobre 2020.
In Italia, la stagione è andata in onda sul canale satellitare Sky Atlantic dal 31 ottobre al 28 novembre 2020.
| nº | Titolo originale      | Titolo italiano            | Prima TV USA      | Prima TV Italia  |
| -- | --------------------- | -------------------------- | ----------------- | ---------------- |
| 1  | Sundown               | Tramonto                   | 16 agosto 2020    | 31 ottobre 2020  |
| 2  | Whitey's on the Moon  | L'uomo bianco è sulla Luna | 23 agosto 2020    | 31 ottobre 2020  |
| 3  | Holy Ghost            | Holy Ghost                 | 30 agosto 2020    | 7 novembre 2020  |
| 4  | A History of Violence | Una storia di violenza     | 6 settembre 2020  | 7 novembre 2020  |
| 5  | Strange Case          | Lo strano caso             | 13 settembre 2020 | 14 novembre 2020 |
| 6  | Meet Me in Daegu      | Incontriamoci a Daegu      | 20 settembre 2020 | 14 novembre 2020 |
| 7  | I Am.                 | Io sono                    | 27 settembre 2020 | 21 novembre 2020 |
| 8  | Jig-A-Bobo            | Jig-A-Bobo                 | 4 ottobre 2020    | 21 novembre 2020 |
| 9  | Rewind 1921           | Ritorno al 1921            | 11 ottobre 2020   | 28 novembre 2020 |
| 10 | Full Circle           | Il cerchio si chiude       | 18 ottobre 2020   | 28 novembre 2020 |